# 拟污天牛属
拟污天牛属（学名：Moechohecyra），是鞘翅目天牛科的一个属，分布于印度、缅甸、老挝、越南、印度尼西亚及中国云南等地。
截止2023年6月，全球生物多样性信息网络（GBIF）收录本属4种：
- 弧斑拟污天牛 Moechohecyra arctifera Wang & Chiang, 2002
- 印度拟污天牛 Moechohecyra indica Breuning, 1938
- 苏门答腊拟污天牛 Moechohecyra sumatrana Breuning, 1956
- Moechohecyra verrucicollis (Gahan, 1894)